# Rainer Michel
Rainer Michel (* 1955 in Frankfurt am Main) ist ein deutscher Filmkomponist und Gitarrist.

## Werdegang
Rainer Michel absolvierte ein Studium an der Hochschule für Musik Detmold. Seit 1994 ist er hauptberuflich als Filmkomponist tätig. Zu seinen Arbeiten gehören Kino- und Fernsehfilme. Er komponiert auch weltmusikalisch angehauchte Werke für Orchester.

## Filmografie (Auswahl)
- 1991: Herz in der Hand
- 1995: Nach Fünf im Urwald
- 1995: Tatort: Der König kehrt zurück
- 1995: Rohe Ostern
- 1998: Glatteis
- 2001: Herz im Kopf
- 2002: Tatort: Fakten, Fakten …
- 2002–2004: Politibongo (Fernsehserie, 13 Folgen)
- 2005: Tatort: Am Abgrund
- 2005: Ein starkes Team: Ihr letzter Kunde
- 2006: Tatort: Unter Kontrolle
- 2007: Projekt Gold (Dokumentarfilm)
- 2007: Tatort: Das namenlose Mädchen
- 2008: Tatort: Seenot
- 2008: Tatort: Der oide Depp
- 2010: Bardsongs
- 2012: Bamberger Reiter. Ein Frankenkrimi
- 2013: Mein Name und Ich (Dokumentarfilm)